# Élysée Ossosso
Élysée Ossosso est un ancien joueur camerounais de volley-ball né le 9 août 1967 à Douala au Cameroun. Il mesure 1,86 m et jouait au poste de réceptionneur-attaquant. Il totalise 145 sélections en équipe du Cameroun.
Il est aujourd'hui entraineur-joueur dans un club amateur du Vaucluse : Détente Verticale Vedenaise.

## Palmarès
- Carrière de joueur
  - Championnat d'Afrique (2)
    - Vainqueur : 1989, 2001
    - Finaliste : 1997

  - Championnat de France (1)
    - Vainqueur : 1994
    - Finaliste : 1993

  - Coupe de France (1)
    - Vainqueur : 1993

  - Championnat de ligue B (2)
    - Vainqueur : 1999, 2000
- Carrière d'entraineur
  - Championnat régional Provence-Alpes-Côte-d'Azur
    - Vainqueur : 2024